# أندريه بيير جينياك
أندري بيير غينياك (بالفرنسية: André-Pierre Gignac) (مواليد 5 ديسمبر 1985 في مارتيغ - فرنسا) لاعب كرة قدم فرنسي انتقل من نادي تولوز الفرنسي إلى نادي مرسيليا الفرنسي، حاليا هو لاعب في نادي تيغريس الميكسيكي في منصب المهاجم يلعب الآن لنادي تيغرس أونال الميكسيكي وحصل معه على المركز الثاني لبطولة كأس العالم قطر 2021 وحصل على ثانى أفضل لاعب في البطولة وأيضا جائزة هداف البطولة.

## روابط خارجية
- أندريه بيير جينياك على موقع الاتحاد الدولي (مؤرشف)  (الإنجليزية)
- أندريه بيير جينياك على موقع الاتحاد الأوربي (الإنجليزية)
- أندريه بيير جينياك على موقع رابطة كرة القدم الفرنسية للمحترفين (الإنجليزية)
- أندريه بيير جينياك على موقع إي إس بي إن إف سي (الإنجليزية)
- أندريه بيير جينياك على موقع قاعدة بيانات كرة القدم.إي يو (الإنجليزية)
- أندريه بيير جينياك على موقع ليكيب (الفرنسية)
- أندريه بيير جينياك على موقع ناشيونال فوتبول تيمز (الإنجليزية)
- أندريه بيير جينياك على موقع Soccerbase.com (لاعب) (الإنجليزية)
- أندريه بيير جينياك على موقع Soccerway.com (الإنجليزية)
- أندريه بيير جينياك على موقع عالم كرة القدم.نت (الإنجليزية)